# لفن‌هاگن
لفنهاگن (به آلمانی: Levenhagen) یک شهر در آلمان است که در فرپومرن-گرایفسوالد واقع شده‌است. لفنهاگن ۳۹۵ نفر جمعیت دارد.